# Rothenbach-Halle
Die Rothenbach-Halle in der hessischen Stadt Kassel ist eine Multifunktionshalle der Messe Kassel. Seit dem 26. Dezember 2007 trägt der Handballbundesligist MT Melsungen seine Heimspiele in der Halle aus.

## Baugeschichte
Der Bau der Halle begann am 21. März 2007, am 1. Juni 2007 wurde bereits Richtfest gefeiert. Mit einem Festabend einer Unternehmensgruppe wurde die Rothenbach-Halle am 7. Oktober 2007 eingeweiht. Zu Weihnachten 2007 wurde die Halle für den Handballspielbetrieb fertiggestellt (Tribünen, Sanitäranlagen etc.).

## Technische Daten
Die Halle besteht aus 150 Fertigbetonteilen mit einer Gesamtmasse von 810 Tonnen. Die höchste Stützweite beträgt 18 m. Für die als Satteldach ausgelegte Deckenkonstruktion wurden 500 m³ Leimholz verbaut. 60 m ist die Spannweite der Leimbinder. Die lichte Höhe ist 10 m.
Die nutzbare Veranstaltungsfläche beträgt 80 m × 60 m (= 4800 m²), die Fläche der Foyer- und Nebenräume 900 m². Die Gesamtfläche von 5700 m² entspricht etwa der eines Fußballfeldes. Unbestuhlt fasst die Halle 5000, bestuhlt 4000 Zuschauer. Für Handballspiele beträgt die Zuschauerkapazität 4500 Personen. Die Halle ist voll verdunkelbar.
In den Bau der Halle investierte der Betreiber 4,8 Millionen Euro ohne jegliche öffentlichen Zuschüsse.

## Verwendung als Handballhalle und bei der EM 2008
Zunächst war die Nutzung der Rothenbach-Halle durch die MT Melsungen nur als einmaliges Ereignis gedacht, für das erhebliche Umbaumaßnahmen notwendig wurden. Als jedoch die 4300 Karten für das Spiel gegen den THW Kiel innerhalb von 55 Minuten vergriffen waren, entschloss sich die Vereinsführung, alle weiteren Heimspiele in der neuen Halle auszutragen.
Während der Handball-Europameisterschaft der Männer 2008 wurde die Rothenbach-Halle als Veranstaltungsort für das Public Viewing genutzt.

## Weitere Verwendung
Da die Basketballer der BG Göttingen an vereinzelten Terminen keine frei verfügbare bundesligataugliche Halle hatte, wurden einige Spiele in der Basketball-Bundesliga in der Rothenbach-Halle ausgetragen.